# Cerro Alto, Hidalgo
Cerro Alto är en ort i Mexiko.   Den ligger i kommunen Tlanchinol och delstaten Hidalgo, i den sydöstra delen av landet, 180 km norr om huvudstaden Mexico City. Cerro Alto ligger 1 377 meter över havet och antalet invånare är 103.
Terrängen runt Cerro Alto är bergig norrut, men söderut är den kuperad. Cerro Alto ligger uppe på en höjd. Runt Cerro Alto är det ganska tätbefolkat, med 166 invånare per kvadratkilometer. Närmaste större samhälle är San Felipe Orizatlán, 19,6 km norr om Cerro Alto. Omgivningarna runt Cerro Alto är en mosaik av jordbruksmark och naturlig växtlighet.